# Verónica Martínez Barbero
Verónica Martínez Barbero (Gijón, 2 de febrero de 1980) es una inspectora de trabajo, jurista, profesora universitaria, funcionaria y política española, actual portavoz de Sumar en el Congreso de los Diputados.

## Trayectoria
Licenciada en Derecho y en Administración y Dirección de Empresas por la Universidad de Oviedo. Ingresó por oposición en el Cuerpo Superior de Inspectores de Trabajo y Seguridad Social en el año 2006. Desde el año 2008, ha ejercido tareas de mediación y arbitraje en el Acuerdo Interprofesional Gallego sobre Procedimientos Extrajudiciales de Solución de Conflictos de Trabajo (AGA).
En diciembre de 2015 cofundó Novovinilo Edicións, con sede en Vigo, una empresa con actividad durante los siguientes años.
Presidenta del Consejo Gallego de Relaciones Laborales desde 2017, ejerció como docente de la Escuela de Relaciones Laborales de La Coruña. En enero de 2020 fue nombrada directora general de Trabajo del Ministerio de Trabajo y Economía Social, cargo que dejó el 13 de junio de 2023 para encabezar la lista de Sumar por la provincia de Pontevedra en las elecciones generales de 2023.
Desde noviembre de 2024, es la portavoz del Grupo Parlamentario Plurinacional Sumar en el Congreso de los Diputados.